# Raymond Grassi
Raymond Grassi dit Ray Grassi est un boxeur français né à Marseille le 5 mai 1930 et mort dans la même ville le 8 décembre 1953.

## Biographie
Le 10 novembre 1949, Ray Grassi, devient champion de Provence amateur des poids légers au Ciné La-Plaine à Marseille. Entrainé par Henri Barbafieri, ancien boxeur, il devient professionnel en 1951.
Il devient champion de France des poids plumes le 28 septembre 1952 aux arènes du Prado à Marseille, aux dépens de Maurice Forni.
Il remet en jeu et conserve son titre le 5 avril 1953 contre Jacques Bataille. Le combat devait aller à son terme mais Bataille fut déclaré battu aux points.
Ray Grassi semblait promis à un grand avenir et remet son titre en jeu. La prochaine rencontre pour le titre a lieu six mois plus tard au Stade Vallier à Marseille, dans l'après midi du 6 décembre 1953, devant 6 000 spectateurs. Il rencontre l'algérien Mohamed Chikhaoui, redouté pour sa force de frappe. Il envoie Ray Grassi au tapis à partir du 3e round. Le jeune homme se relèvera et  tiendra jusqu'au 8e round. À l'appel du 9e, il reste assis dans son coin. C'est alors que l'on se rend compte qu'il est si fortement commotionné par les coups de son adversaires qu'il a perdu connaissance. Transporté dans une clinique radiologique, les examens révèlent un hématome et un écrasement de l'une des parois temporales. Transporté à l'Hôpital de la Timone, il est trépané le soir même mais succombe deux jours plus tard -le 8-, à seulement 23 ans.
Pas encore très connu, la mort le fait entrer dans la légende. Sa fiancée de 19 ans et sa mère, victime de quatre syncopes le jour de sa mort suivent le convoi funèbre, accompagnées d'environ dix mille marseillais.
Au cimetière Saint-Pierre de Marseille, une statue grandeur nature du jeune homme, les poings en avant, orne sa tombe gravée de l'épitaphe :

« Si sur le ring, la destinée amère a voulu, beau champion, que tu tombes au combat, 
sache que pour toujours dans le cœur de ta mère on entendra le tien qui bat.
A mon fils regretté. »

Elle a été conçue à partir de la photo sur laquelle il signait ses autographes.
The Boxe Magazine publie en décembre 1953 la liste des morts dans le monde sur ou au sortir du ring, pendant la seule année 1953 : 21 morts, dont 11 professionnels et 10 amateurs.
Ray Grassi, aura, en 3 ans, participé à 31 matchs, pour 28 victoires -dont 12 par K.O-, 1 match nul et 2 défaites.

### Le cran de Ray Grassi
Ray Grassi portait une coiffure caractéristique de l'époque. Grâce à de la gomina, il formait une ondulation sur quelques mèches de cheveux, que ses admirateurs baptisèrent malicieusement "le cran de Ray Grassi".

## Carrière professionnelle

### Résultats professionnels
- Retrait du coin (RTD) : abandon du combat par l'un des combattants lors d'une période de repos entre deux rounds.
- Knock Out (KO) : l'un des deux combattants est chaos et inconscient.
- Technical Knock Out (TKO) : les deux combattants sont encore conscients, mais l'un d'eux est jugé par l'arbitre comme ne pouvant plus se défendre.
- Points (PTS) : victoire à celui qui aura obtenu le plus de points à la fin de tous les rounds.

| Date         | Adversaire           | Résultat   | Par    | Lieu                          | Anecdote |
| ------------ | -------------------- | ---------- | ------ | ----------------------------- | --- |
| 21/01/1951   | Alex Merialdo        | Victoire   | TKO    | Marseille                     | |
| 06/02/1951   | Ali Ben Saïd         | Victoire   | RTD    | Avignon                       | |
| 18/02/1951   | Robert Barthelemy    | Victoire   | TKO    | Marseille                     | |
| 22/03/1951   | Rene Sisco           | Victoire   | KO     | Marseille                     | |
| 05/04/1951   | Charles Smeraldi     | Victoire   | RTD    | Marseille, Ciné La Plaine     | |
| 03/05/1951   | Marcel Pitault       | Victoire   | KO     | Marseille                     | |
| 27/05/1951   | Francis Fioriani (1) | Victoire   | PTS    | Marseille                     | |
| 16/06/1951   | Bernard Dodin        | Victoire   | TKO    | Marseille                     | |
| 07/07/1951   | Jules Chartier       | Victoire   | PTS    | Marseille                     | |
| 11/10/1951   | Louis Magrin         | Victoire   | PTS    | Marseille                     | |
| 08/11/1951   | Henri Denis          | Victoire   | KO     | Marseille                     | |
| 29/11/1951   | Marcel Barbier       | Victoire   | TKO    | Marseille                     | |
| 17/12/1951   | Mario Lutti          | Victoire   | TKO    | Beausoleil, Casino Municipal  | |
| 24/12/1951   | Francis Foriani (2)  | Victoire   | TKO    | Toulon                        | |
| 19/01/1952   | Marcel Auclair       | Victoire   | PTS    | Paris, Palais des Sports      | |
| 13/02/1952   | Nicola Furiani (1)   | Défaite    | PTS    | Marseille                     | |
| 11/04/1952   | Tony Say             | Victoire   | TKO    | Marseille                     | |
| 29/05/1952   | Jesus Lucas Rubio    | Victoire   | PTS    | Marseille                     | |
| 28/06/1952   | Francis Bonnardel    | Victoire   | PTS    | Marseille                     | |
| 28/09/1952   | Maurice Forni        | Victoire   | KO     | Marseille, Prado Arena        | C'est lors de ce match que Grassi remporte son seul titre. A savoir celui de Champion de France 1952-1953 catégorie poids plume.                                                                                               |
| 03/11/1952   | Jean Machterlinck    | Victoire   | PTS    | Marseille                     | |
| 05/12/1952   | Dante Venturi (1)    | Victoire   | PTS    | Genève, Pavillon des Sports   | |
| 02/02/1953   | Roger Bruneau        | Victoire   | PTS    | Marseille, Variétés-Casino    | |
| 22/02/1953   | Georges Mousse       | Victoire   | PTS    | Paris, Palais de la Mutualité | |
| 06/04/1953   | Jacques Bataille     | Victoire   | PTS    | Marseille                     | Lors de ce match, Grassi remet en jeu son titre, qu'il conserve d'une victoire aux points. |
| 24/05/1953   | Dante Venturi (2)    | Victoire   | PTS    | Toulon                        | |
| 14/06/1953   | Jean Sneyers         | Nul        | PTS    | Marseille                     | |
| 02/08/1953   | Nicola Furiani (2)   | Victoire   | PTS    | Marseille                     | |
| 07/11/1953   | Denny Dawson         | Victoire   | TKO    | Prado Arena                   | |
| 06/12/1953   | Mohammed Chickaoui   | Défaite    | RTD    | Marseille, Stade Vallier      | Lors de ce match, Ray Grassi remet son titre en jeu et le perd à la suite de son abandon après une perte de connaissance entre deux rounds. Il s'agit de son dernier match car il meurt de ses blessures deux jours plus tard. |
| Statistiques |                      |            |        |                               | |
| Matchs       | Victoires            | Victoires  | Nul    | Défaites                      | Défaites |
| Matchs       | Nombre               | Par KO/TKO | Nombre | Nombre                        | Par KO/TKO |
| 31           | 28                   | 12         | 1      | 2                             | 1 |

## Raymond Grassi, le neveu
En juillet 1957, 4 ans après son décès, nait son neveu, qui reçoit le même prénom. À l'instar de son oncle, il montera lui aussi sur le ring. Champion de France universitaire, il essaie de devenir Champion de France amateur en 1979 mais doit s'incliner honorablement devant Pierre-Franck Winterstein, surnommé "le gitan", avant de définitivement choisir une autre voie professionnelle.

## Hommages

### Olympique de Marseille
En hommage au boxeur phocéen, l'Olympique de Marseille décide de renommer le virage nord du Stade Vélodrome "Virage Ray Grassi". Celui-ci gardera ce nom jusqu'en 2002, date à laquelle le virage prend le nom de Patrice de Peretti, supporter de l'OM et fondateur du groupe des MTP, décédé en 2000.

### Pseudonyme
Ray Grassi deviendra le pseudonyme collectif de trois écrivains spécialisés dans les thèmes de l'OM et de Marseille et auteurs du roman "Pastis à l'OM".

### Lieux
Derrière le virage nord du Vélodrome, qui portait autrefois son nom, se trouve une allée aujourd'hui nommée "Allée Ray Grassi". 
"Ray Grassi" est également le nom donné à un gymnase de Vitrolles, près de Marseille. 